# خیلی پایین (آلبوم تام اودل)
«خیلی پایین» اولین آلبوم استودیویی از هنرمند اهل بریتانیا تام اودل است که در سال ۲۰۱۳ میلادی منتشر شد. این ترانه به موفقیت فراوانی رسید.
این آلبوم در چارت‌های هلند، اسکاتلند در رتبه اول  و در چارت‌های فلاندرز، ایرلند، سوئیس جزو ده آلبوم اول قرار گرفت.